# Acalles dispar achadagrandensis
Acalles dispar achadagrandensis é uma subespécie de insetos coleópteros polífagos pertencente à família Curculionidae.
A autoridade científica da subespécie é Stuben,, tendo sido descrita no ano de 2002.
Trata-se de uma subespécie presente no território português.